# Soito da Ruiva

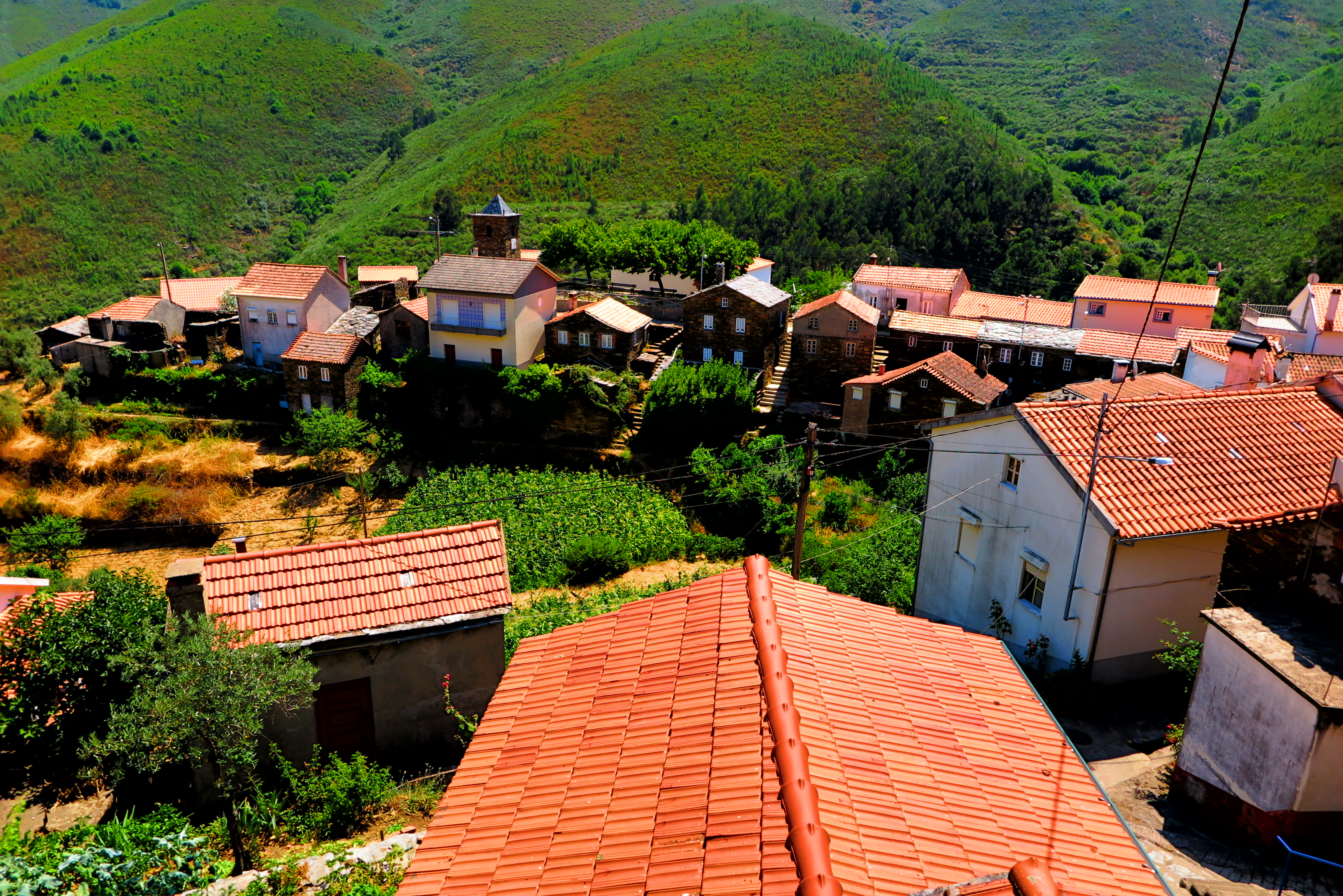
Panorama de Soito da Ruiva

A Aldeia de Soito da Ruiva pertence à freguesia de Pomares, concelho de Arganil, distrito de Coimbra. Localiza-se a uma altitude de 700 metros entre a Serra da Estrela e da Lousã, na Serra do Açor.
Esta aldeia, originalmente com construções marcadamente de xisto, lousa e madeira, apresenta ainda hoje uma disposição e organização espacial característica das povoações de montanha, abrigada dos ventos e marcada por ruas estreitas.

## Origem
A origem do nome da aldeia está envolvida com a história de uma família e dos seus castanheiros. Crê-se que “os seus donos tinham uma filha de cabelo ruivo com quem todos simpatizavam e quando iam apanhar as castanhas para o magusto, diziam que iam às castanhas ao Soito da Ruiva“.

## Cultura
- Museu da Aldeia do Soito da Ruiva: possui um espólio tradicional constituído por roupa, calçado, utensílios domésticos, móveis, cozinha típica e alfaias agrícolas.